# Wolfson College, Oxford

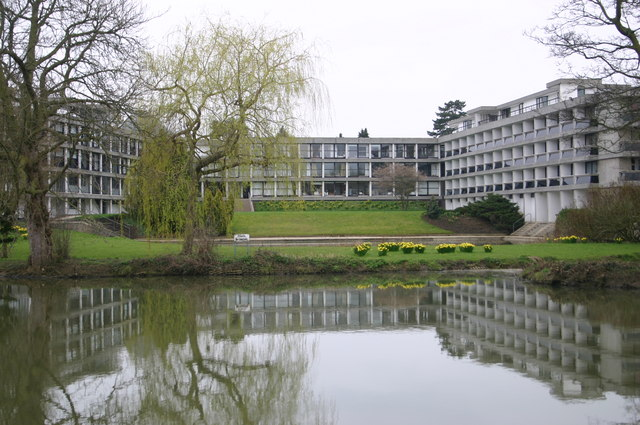
Wolfson College

Wolfson College är ett av de yngsta collegen vid Oxfords universitet i England, grundat 1965. 
Collegets första överhuvud var den liberala filosofen och idéhistorikern Isaiah Berlin, som även var drivande i dess tillkomst, ursprungligen under namnet Iffley College. Genom stora donationer från Fordstiftelsen och Wolfsonstiftelsen säkrades medel för uppförandet av collegets byggnader och dess långsiktiga rekrytering, och colleget uppkallades därefter efter den skotska filantropen Isaac Wolfson. Colleget är sedan starten öppet för både manliga och kvinnliga studerande. Genom Isaiah Berlins liberala ideer kom colleget att bli ett av de mer jämlikhetssträvande och icketraditionella vid Oxfords universitet.
Colleget ligger i Oxfords norra del, vid floden Cherwell. Huvudbyggnaden ritades av Philip Powell och Hidalgo Moya och färdigställdes 1973. Den är uppbyggd omkring tre olika innergårdar, den centrala Berlin Quad, Tree Quad där man bevarat befintliga träd och Harbour Quad, som öppnar sig mot en anlagd småbåtshamn för båtar på floden.

## Kända medlemmar
Till personer som varit fellows vid colleget hör förutom grundaren Isaiah Berlin även nobelpristagarna Dorothy Hodgkin (kemi 1964), och Nikolaas Tinbergen (fysiologi eller medicin, 1973), psykologen Jerome Bruner, datavetarna Tony Hoare och Samson Abramsky, författaren Erich Segal, patologen Michael A. Epstein och filosofen Jonathan Wolff.
Bland kända personer som studerat vid colleget finns den amerikanska entreprenören Reid Hoffman, grundare av Linkedin, den polsk-brittiska kvantfysikern Artur Ekert, samt astronomen Richard Ellis.